# Culex quizhouensis
Culex quizhouensis är en tvåvingeart som beskrevs av Chen och Zhao 1985. Culex quizhouensis ingår i släktet Culex och familjen stickmyggor. Inga underarter finns listade i Catalogue of Life.